# 拓跋顗
拓跋顗（？—？），一名突，追尊魏昭成帝拓跋什翼犍之孙，清河桓王拓跋纥根之子，北魏宗室、官员。

## 生平
拓跋顗性格严肃稳重少言寡语，魏道武帝拓跋珪常常尊敬他。拓跋顗一向有谋略，跟随魏道武帝平定中山，以功劳获赐爵蒲城侯，出任平卢郡太守，特别受宠信厚待，被赐给鼓吹和卫兵仪仗，待遇同于州刺史。拓跋顗处理政务以威望与信誉著称。拓跋顗在任七年，北魏朝廷以拓跋易干代为太守。当时拓跋易干的儿子拓跋万言受到魏道武帝的宠信，拓跋易干仗着自己的儿子，轻视忽略拓跋顗，不告诉拓跋顗详情，率领轻装骑兵忽然到来，将拓跋顗推下坐床，占据拓跋顗的座位。拓跋顗不知道拓跋易干来取代自己，以为自己是犯罪被逮捕，知道情况后，对拓跋易干的侮辱傲慢对待感到耻辱，对拓跋易干说：“我任期已满，被取代是正常的，你没有礼节侮辱我，怎么可以容忍！”于是拓跋顗与拓跋易干搏斗后将他杀死，将情况详细上报。魏道武帝称赞拓跋顗勇敢，拓跋万言多次申诉，魏道武帝才诏令拓跋顗用财物赎罪。拓跋顗自己请求治罪，魏道武帝赦免了他，免去了赎罪的财物。拓跋顗后因病去世。

## 家庭

### 兄弟
- 拓跋虔，北魏陈留桓王

### 儿子
- 拓跋崙，北魏秦州刺史、陇西定公